# Долайти
Долайти́ (каз. Долайты) — село у складі Уйгурського району Алматинської області Казахстану. Входить до складу Аксуського сільського округу.
Населення — 936 осіб (2021; 1086 у 2009, 1331 у 1999, 891 у 1989).